# Кіттітас (округ, Вашингтон)
Шаблон:StateAbbr_ 47°07′ пн. ш. 120°41′ зх. д. / 47.12° пн. ш. 120.68° зх. д.
Округ  Кіттітас (англ. Kittitas County) — округ (графство) у штаті Вашингтон, США. Ідентифікатор округу 53037.

## Історія
Округ утворений 1883 року.

## Демографія
За даними перепису 2000 року загальне населення округу становило 33362 осіб, зокрема міського населення було 19751, а сільського — 13611. Серед мешканців округу чоловіків було 16575, а жінок — 16787. В окрузі було 13382 домогосподарства, 7787 родин, які мешкали в 16475 будинках. Середній розмір родини становив 2,9.
Віковий розподіл населення поданий у таблиці:
| Стать    | До 15 років | 15-21 | 22-29 | 30-39 | 40-49 | 50-65 | 65-85 | Понад 85 |
| -------- | ----------- | ----- | ----- | ----- | ----- | ----- | ----- | -------- |
| Чоловіки | 2826        | 2812  | 2558  | 1922  | 2216  | 2503  | 1553  | 185      |
| Жінки    | 2740        | 3002  | 2219  | 1931  | 2233  | 2529  | 1765  | 368      |

## Суміжні округи
- Шелан — північ
- Дуглас — північний схід
- Грант — схід
- Якіма — південь
- Пірс — захід
- Кінг — північний захід

## Виноски
1. ↑  U.S. Decennial Census. United States Census Bureau. Архів оригіналу за 26 квітня 2015. Процитовано 7 січня 2014.
2. ↑  Historical Census Browser. University of Virginia Library. Архів оригіналу за 11 серпня 2012. Процитовано 7 січня 2014.
3. ↑  Population of Counties by Decennial Census: 1900 to 1990. United States Census Bureau. Архів оригіналу за 2 лютого 2019. Процитовано 7 січня 2014.
4. ↑  Census 2000 PHC-T-4. Ranking Tables for Counties: 1990 and 2000 (PDF). United States Census Bureau. Архів оригіналу (PDF) за 18 грудня 2014. Процитовано 7 січня 2014.
5. ↑  State & County QuickFacts. United States Census Bureau. Архів оригіналу за 7 червня 2011. Процитовано 7 січня 2014.
6. ↑  County Population Totals and Components of Change: 2010-2018. United States Census Bureau. Процитовано 23 квітня 2019.
7. ↑  American FactFinder. Бюро перепису населення США. Архів оригіналу за 29 липня 2011. Процитовано 31 січня 2008.

| США | Це незавершена стаття з географії США. Ви можете допомогти проєкту, виправивши або дописавши її. |